# Gergely Antal
Gergely Antal  (* 20. März 1985 in Budapest) ist ein ungarischer Schach-Großmeister.
Antal studierte von 2008 bis 2010 Wirtschaftswissenschaft an der Texas Tech University. Nach seinem Bachelor dort studierte er von 2004 bis 2011 Wirtschaft an der Corvinus-Universität Budapest. Von 2011 bis 2015 war er Risikoanalyst bei der Bank Morgan Stanley, seitdem ist er Schachprofi. Er war Mitglied des Universitätschachklubs Knight Raider.
Antal siegte oder belegte vordere Plätze in mehreren Turnieren: 1. Platz bei der ungarischen U-10 Meisterschaft (1995), 1. Platz bei der ungarischen U-12 Meisterschaft (1996), 1. Platz beim Turnier First Saturday IM in Budapest (Juni 2000) und 1. Platz beim Turnier First Saturday GM in Budapest (Juli 2009).
Antal trägt seit 2000 den Titel Internationaler Meister und seit 2011 den Titel Großmeister. Die erforderlichen Normen erfüllte er bei einem First Saturday-Turnier in Budapest im Oktober 2002, beim 30. Open in Oberwart im Juli 2008 und bei einem First Saturday-Turnier in Budapest im Oktober 2010. Vor der Titelverleihung erfüllte er im Oktober/November 2010 beim Spice Cup Fall in Lubbock eine weitere GM-Norm.

## Vereine
Antal spielte in Ungarn bis 2002 beim Miskolci SSC, mit dem er 2000 und 2001 ungarischer Mannschaftsmeister wurde und am European Club Cup 2000 teilnahm, von 2002 bis 2008 beim Budapesti Egyetemi Atlétikai Club, von 2011 bis 2017 bei Pénzügyőr Sport Egyesület, seit 2017 spielt er für DVTK Sport Korlátolt Felelősségű Társaság. In der österreichischen Schachbundesliga spielt Antal seit der Saison 2013/14 bei ASVÖ Wulkaprodersdorf, in der slowakischen Extraliga seit der Saison 2016/17 für den ŠK Slovan Bratislava.